# Hieronymus VIII. Colloredo-Mannsfeld
Hieronymus VIII. z Colloredo-Mannsfeldu, případně Jeroným starší z Colloredo-Mannsfeldu (celým jménem Hieronym František de Paula Alfréd Arnošt Hubert Maria hrabě z Colloredo-Mannsfeldu, německy Hieronymus Franz de Paula Alfred Ernst Hubert Maria Graf von Colloredo-Mannsfeld; 3. listopadu 1870 Dobříš – 29. srpna 1942 Praha) byl český šlechtic z rodu Colloredo-Mannsfeldů, námořní důstojník, vojenský diplomat, ústřední ředitel colloredovských majetků a signatář Prohlášení české šlechty ze září 1939. 

## Původ a život
Narodil se jako mladší syn následníka knížete a pozdějšího ministra zemědělství Předlitavska Hieronyma Ferdinanda z Colloredo-Mannsfeldu (1842–1881) a jeho manželky Aglaji, roz. hraběnky Festeticsové z Tolny (1840–1897). Otec mu brzy zemřel, proto ho ovlivňovala především matka a dědeček Josef I. František (1813–1895), který byl hlavou rodu. Měl pět sourozenců. Jeho starší bratr Josef II. (1866–1957) se stal 6. knížetem. Strýc František (1847–1925) zdědil statek Sierndorf v Dolních Rakousích a stal se zakladatelem sierndorfské linie.
V roce 1895 získal čestný úřad c. k komořího. Zvolil si kariéru důstojníka. Sloužil v rakousko-uherském vojsku, byl námořním kapitánem. Jako správný dobrodruh přeplul s dvoučlennou posádkou na malé jachtě Atlantský oceán. Po složení maturity byl v listopadu 1889 přiřazen na tehdy už zastaralou fregatu Novara, později na šroubovou korvetu Minerva nebo Radetzky. Jeho úkolem bylo provádět meteorologická měření. Na spodní část pravého předloktí si nechal vytetovat své iniciály HCM. Do února 1891 navštěvoval námořní školu v Pule a stal se námořním kadetem 2. třídy. Potom byl důstojnickým čekatelem, musel si doplnit znalosti z nautických předmětů. V prosinci 1896 se stal praporčíkem řadové lodi. Povolání ho ne zcela uspokojovalo, proto službu přerušil na půl roku v červnu 1897 a znovu, to už byl poručíkem řadové lodi 2. třídy, od srpna 1900 do října 1901. Placené volno využil k cestám po Severní, Střední a Jižní Americe. Dne 28. ledna 1904 byl jmenován námořním atašé v Tokiu, v roce 1906 i pro Čínu. Byl několikrát odměněn. V roce 1906 přijal turecký Řád Osmanie 4. třídy a japonský Řád posvátného pokladu 4. třídy. V roce 1907 se stal rytířem Řádu železné koruny 3. třídy. Po odchodu z vojenské diplomacie v červenci 1907 se vrátil k námořnictvu. K 1. lednu 1908 byl povýšen na poručíka řadové lodi 1. třídy. Působil na několika plavidlech, mezi nimi od konce února do konce srpna 1911 na bitevní lodi Erzherzog Franz Ferdinand. 
Mezi 28. srpen 1911 a březnem 1918 zastával úřad prvního rakousko-uherského námořního atašé v Berlíně. Tehdy se jeho kariérní postup uspíšil. Povýšil na korvetního kapitána (major, 1912), fregatního kapitána (podplukovník, 1915) a konečně na kapitána řadové lodi (plukovník, květen 1918). Získal také mnoho řádů – pruský Řád červené orlice 3. třídy (1912), Železný kříž 2. (1915) a 1. třídy (1917), Hanzovní kříže měst Brémy, Hamburk a Lübeck (1918), tureckou stříbrnou Válečnou medaili (1917), pruský Řád koruny 2. třídy s meči (1918), rakouský Vojenský záslužný kříž 3. třídy s válečnou dekorací (1916), v roce 1917 mu k Řádu železné koruny 3. třídy přibyla válečná dekorace a u příležitosti jeho odchodu z úřadu v roce 1918 se stal rytířem Leopoldova řádu s válečnou dekorací. Dne 31. března byl jmenován velitelem bitevní lodi Zrinyi. Z aktivní služby odešel 1. listopadu 1918. K 1. lednu 1919 odešel v hodnosti československého plukovníka lodního vojska do výslužby, protože češtinu ovládal jen velice špatně.
V dubnu 1918 se usídlil na zámku Zbiroh. Tam se setkával s Alfonsem Muchou (1860–1939), který na zámku pracoval na svém monumentálním díle Slovanská epopej. Na Zbiroh často přijížděl i Hieronymův švagr a automobilový závodník Alexander Kolowrat (1886–1927). Bydlel tak také Hieronymův stejnojmenný synovec zvaný Motus (1895–1948), syn Marie Terezie z Colloredo-Mannsfeldu (1869–1960) a Karla z Trauttmansdorffu (1864–1910).
I v době republiky zůstal Hieronymus Starorakušanem (Altösterreicher, nikoli ve významu národnostním) a legitimistou (stoupencem Habsburků). Při sčítání lidu se přihlásil k německé národnosti. Od poloviny 20. let 20. století se naplno věnoval správě majetku. Kvůli nerovnému sňatku syna Josefa (III.) s Annou Marií Rablovou se zhoršily vztahy s bratrem Josefem (II). 
Dobře maloval, texty jeho deníků doplňovaly obrázky. Sbíral mince, zajímal se o automobilismus. Měl automobily značek Austro-Daimler a Tatra.
Zemřel v Praze 29. srpna 1942 na rakovinu plic s následnými metastázemi do mozku. Bývalým zaměstnancům bylo zakázáno se zúčastnit jeho pohřbu a on nesměl být uložen v rodinné hrobce v Opočně.

## Majetek

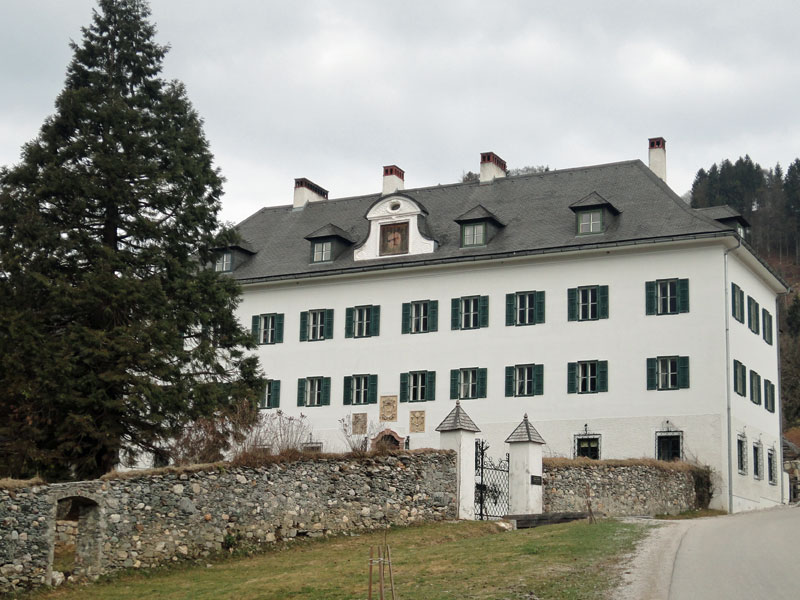
Zámek Gstatt

Vlastnil akcie opočenského pivovaru v hodnotě 2 miliony korun a dále měl uloženy 2 miliony korun v cenných papírech. V roce 1912 koupil od dědiců Karla Wesselého za 4 250 000 korun velkostatek Žinkovy se zámkem, již v roce 1916 tento majetek prodal plzeňskému podnikateli Karlu Škodovi. Po roce 1918 koupil dům na Novém Městě pražském v Palackého ulici 1 za 2,4 milionu korun. Ve Vršovicích nechal postavit činžovní dům za 1,3 milionu korun. Na Zbirohu provozoval prodělečnou farmu na chov stříbrných lišek.
Kníže Josef II. adoptoval v roce 1929 Hieronymovy syny a už v roce 1925 na ně přepsal majetek. Hieronymus byl jmenován doživotním ústředním ředitelem všech colloredovských majetků (Opočno, Zbiroh a Dobříš) v Československu. Josef II. si ovšem nechal vyplácet vysokou několikamilionovou roční rentu a náhrady za pozemkové reformy. Kvůli marnotratnému Josefově přístupu bylo Hieronymovi znemožněno provádět na velkostatcích jakékoli větší investice.
Hieronymus koupil v roce 1929 v dražbě od banky Bodencreditanstalt za 6 milionů šilinků lesní velkostatek o výměře téměř 13 tisíc hektarů a zámek Gstatt u města Öblarn ve Štýrsku. Na koupi si Hieronymus půjčil u bratra. Předtím ho do konkurzu přivedl v roce 1924 Karl Heinrich hrabě Bardeu.
V prosinci 1940 uvalili nacisté vnucenou správu na Opočno (podíl Josefa III.), v listopadu 1941 na Dobříš (podíl Weikharda) a v roce 1942 byly všechny rodové statky zkonfiskovány.

## Rodina
V katedrále svatého Štěpána ve Vídni se 10. srpna 1909 oženil s o dvacet let mladší Bertou Kolowrat-Krakowskou (21. června 1890 Týnec u Klatov – 28. ledna 1982 Auch, Francie), dcerou Leopolda Filipa hraběte Krakowského z Kolowrat (1852–1910) a jeho manželky Nadine baronesy von Huppmann-Valbella (1858–1942). Sňatek skončil 8. ledna 1926 rozvodem. Berta se totiž zamilovala do amerického černošského zpěváka Rolanda Hayese (1887–1977) a rodinu opustila. Narodili se jim čtyři synové. Kromě nejmladšího všichni podepsali Prohlášení české šlechty ze září 1939.
| Pořadí | Jméno                    | Datum a místo narození | Datum a místo úmrtí           | Svatba a choť | Poznámky                                                                       |
| ------ | ------------------------ | ---------------------- | ----------------------------- | --- | ------------------------------------------------------------------------------ |
| 1.     | Josef III.               | 4. 6. 1910 Pula        | 30. 1. 1990 Salcburk          | I. ⚭ 25. 3. 1939 Reith: Anna Maria Rabl (11. 6. 1908 Innsbruck – 25. 6. 1953 Beamsville, Ontario)                        | Jeho jediná dcera Kristina (* 1940) neúspěšně žádala o restituci zámku Opočno. |
| 1.     | Josef III.               | 4. 6. 1910 Pula        | 30. 1. 1990 Salcburk          | II. ⚭ 1. 3. 1988 Mnichov: Antonia Raumer (* 20. 5. 1922 Mnichov)                                                         | Jeho jediná dcera Kristina (* 1940) neúspěšně žádala o restituci zámku Opočno. |
| 2.     | Hieronymus (Jeroným) IX. | 9. 6. 1912 Berlín      | 12. 12. 1998 Zbiroh           | |                                                                                |
| 3.     | Weikhard (Vikard)        | 29. 7. 1914 Berlín     | 17. 6. 1946 St. Lary, Francie | |                                                                                |
| 4.     | Friedrich (Bedřich)      | 3. 4. 1917 Berlín      | 9. 7. 1991 Öblarn, Rakousko   | I. ⚭ 4. 6. 1946 St. Moritz (rozvod 7. 5. 1955 Rosenheim): Christa von Kries (4. 6. 1922 Hamburg – 12. 9. 1972 Dubrovník) | Jeho syn Jerome Colloredo-Mannsfeld (* 1949) se v roce 1998 stal 9. knížetem.  |
| 4.     | Friedrich (Bedřich)      | 3. 4. 1917 Berlín      | 9. 7. 1991 Öblarn, Rakousko   | II. ⚭ 20. 10. 1975 Vídeň: Martine Andrieux (* 8. 5. 1937 Saigon)                                                         | Jeho syn Jerome Colloredo-Mannsfeld (* 1949) se v roce 1998 stal 9. knížetem.  |

## Vývod z předků
|                                     |                                              |  |                        |                                                 |  |  |  |  |  |  |  | František de Paula Gundakar z Colloredo-Mannsfeldu |
|                                     |                                              |  |                        |                                                 |  |  |  |  |  |  |  |                                                    |
|                                     | Ferdinand Josef z Colloredo-Mannsfeldu       |  |                        |                                                 |  |  |  |  |  |  |  |                                                    |
|                                     |                                              |  |                        |                                                 |  |  |  |  |  |  |  |                                                    |
|                                     |                                              |  |                        | Marie Isabela z Mansfeldu                       |  |  |  |  |  |  |  |                                                    |
|                                     |                                              |  |                        |                                                 |  |  |  |  |  |  |  |                                                    |
|                                     | Josef I. z Colloredo-Mannsfeldu              |  |                        |                                                 |  |  |  |  |  |  |  |                                                    |
|                                     |                                              |  |                        |                                                 |  |  |  |  |  |  |  |                                                    |
|                                     |                                              |  |                        | Ludwig Anton Ziegler                            |  |  |  |  |  |  |  |                                                    |
|                                     |                                              |  |                        |                                                 |  |  |  |  |  |  |  |                                                    |
|                                     | Marie Margarethe von Ziegler                 |  |                        |                                                 |  |  |  |  |  |  |  |                                                    |
|                                     |                                              |  |                        |                                                 |  |  |  |  |  |  |  |                                                    |
|                                     |                                              |  |                        | Judith Rohr                                     |  |  |  |  |  |  |  |                                                    |
|                                     |                                              |  |                        |                                                 |  |  |  |  |  |  |  |                                                    |
|                                     | Jeroným Ferdinand z Colloredo-Mannsfeldu     |  |                        |                                                 |  |  |  |  |  |  |  |                                                    |
|                                     |                                              |  |                        |                                                 |  |  |  |  |  |  |  |                                                    |
|                                     |                                              |  |                        | Johann Nepomuk, Ritter und Edler von Lebzeltern |  |  |  |  |  |  |  |                                                    |
|                                     |                                              |  |                        |                                                 |  |  |  |  |  |  |  |                                                    |
|                                     | Karl Alfred, Ritter und Edler von Lebzeltern |  |                        |                                                 |  |  |  |  |  |  |  |                                                    |
|                                     |                                              |  |                        |                                                 |  |  |  |  |  |  |  |                                                    |
|                                     |                                              |  |                        | Cäcilie von Frendel, Edle                       |  |  |  |  |  |  |  |                                                    |
|                                     |                                              |  |                        |                                                 |  |  |  |  |  |  |  |                                                    |
|                                     | Terezie z Lebzelternu                        |  |                        |                                                 |  |  |  |  |  |  |  |                                                    |
|                                     |                                              |  |                        |                                                 |  |  |  |  |  |  |  |                                                    |
|                                     |                                              |  |                        | Johann Balthasar von Ockel                      |  |  |  |  |  |  |  |                                                    |
|                                     |                                              |  |                        |                                                 |  |  |  |  |  |  |  |                                                    |
|                                     | Maria Magdalena von Ockel                    |  |                        |                                                 |  |  |  |  |  |  |  |                                                    |
|                                     |                                              |  |                        |                                                 |  |  |  |  |  |  |  |                                                    |
|                                     |                                              |  |                        | Charlotte Machenhauer                           |  |  |  |  |  |  |  |                                                    |
|                                     |                                              |  |                        |                                                 |  |  |  |  |  |  |  |                                                    |
| Jeroným VIII. z Colloredo-Mansfeldu |                                              |  |                        |                                                 |  |  |  |  |  |  |  |                                                    |
|                                     |                                              |  |                        |                                                 |  |  |  |  |  |  |  |                                                    |
|                                     |                                              |  | Pavel Feštetić z Tolny |                                                 |  |  |  |  |  |  |  |                                                    |
|                                     |                                              |  |                        |                                                 |  |  |  |  |  |  |  |                                                    |
|                                     | Jan Josef Feštetić z Tolny                   |  |                        |                                                 |  |  |  |  |  |  |  |                                                    |
|                                     |                                              |  |                        |                                                 |  |  |  |  |  |  |  |                                                    |
|                                     |                                              |  |                        | Kajetána Stillfriedová z Ratenic                |  |  |  |  |  |  |  |                                                    |
|                                     |                                              |  |                        |                                                 |  |  |  |  |  |  |  |                                                    |
|                                     | Arnošt Festetics z Tolny                     |  |                        |                                                 |  |  |  |  |  |  |  |                                                    |
|                                     |                                              |  |                        |                                                 |  |  |  |  |  |  |  |                                                    |
|                                     |                                              |  |                        | József Horváth de Zalabér                       |  |  |  |  |  |  |  |                                                    |
|                                     |                                              |  |                        |                                                 |  |  |  |  |  |  |  |                                                    |
|                                     | Franziska Constance Horváth de Zalabér       |  |                        |                                                 |  |  |  |  |  |  |  |                                                    |
|                                     |                                              |  |                        |                                                 |  |  |  |  |  |  |  |                                                    |
|                                     |                                              |  |                        | Franciska Bosiczai es Ledeniczi, Ugronovits     |  |  |  |  |  |  |  |                                                    |
|                                     |                                              |  |                        |                                                 |  |  |  |  |  |  |  |                                                    |
|                                     | Aglaé Festeticsová z Tolny                   |  |                        |                                                 |  |  |  |  |  |  |  |                                                    |
|                                     |                                              |  |                        |                                                 |  |  |  |  |  |  |  |                                                    |
|                                     |                                              |  |                        | Freiherr Jan Josef Koc z Dobrse                 |  |  |  |  |  |  |  |                                                    |
|                                     |                                              |  |                        |                                                 |  |  |  |  |  |  |  |                                                    |
|                                     | Václav Erasmus Koc z Dobrše                  |  |                        |                                                 |  |  |  |  |  |  |  |                                                    |
|                                     |                                              |  |                        |                                                 |  |  |  |  |  |  |  |                                                    |
|                                     |                                              |  |                        | Gräfin Frantiska Romana Cukrová z Tamfeldu      |  |  |  |  |  |  |  |                                                    |
|                                     |                                              |  |                        |                                                 |  |  |  |  |  |  |  |                                                    |
|                                     | Johana Kocová z Dobrše                       |  |                        |                                                 |  |  |  |  |  |  |  |                                                    |
|                                     |                                              |  |                        |                                                 |  |  |  |  |  |  |  |                                                    |
|                                     |                                              |  |                        | Kristián Filip z Clam-Gallasu                   |  |  |  |  |  |  |  |                                                    |
|                                     |                                              |  |                        |                                                 |  |  |  |  |  |  |  |                                                    |
|                                     | Johana z Clam-Gallasu                        |  |                        |                                                 |  |  |  |  |  |  |  |                                                    |
|                                     |                                              |  |                        |                                                 |  |  |  |  |  |  |  |                                                    |
|                                     |                                              |  |                        | Marie Karolína Josefa Šporková                  |  |  |  |  |  |  |  |                                                    |
|                                     |                                              |  |                        |                                                 |  |  |  |  |  |  |  |                                                    |